# 18965 Lazenby
18965 Lazenby este un asteroid din centura principală de asteroizi.

## Descriere
18965 Lazenby este un asteroid din centura principală de asteroizi. A fost descoperit pe 31 august 2000 la Socorro, New Mexico, în cadrul proiectului LINEAR. Asteroidul prezintă o orbită caracterizată de o semiaxă mare de 2,27 ua, o excentricitate de 0,06 și o înclinație de 2,5° în raport cu ecliptica.